# Mladi Frankenstein
Mladi Frankenstein (v izvirniku angleško Young Frankenstein) je ameriški komični film režiserja Mela Brooksa, ki je izšel leta 1974 v distribuciji 20th Century Fox.
Film, ki v osnovi temelji na romanu Frankenstein pisateljice Mary Shelley iz leta 1818, je predvsem ljubeča in dodelana parodija klasičnih filmskih priredb studia Universal iz 1930. let, vključno z uporabo črno-bele tehnike in deloma stare scenske opreme izvirnikov. V glavnih vlogah so zaigrali Gene Wilder, Peter Boyle, Marty Feldman, Cloris Leachman, Teri Garr, Kenneth Mars in Madeline Kahn.
Serija domiselnih šal v filmu in pristno vzdušje sta pripomogla k velikemu finančnemu uspehu, podobno kot pri Brooksovi drugi parodiji iz leta 1974, Goreča sedla. Ustvarjalcem je prinesel dve nominaciji za oskarja, za najboljši prirejeni scenarij in zvok, dve nominaciji za zlati globus ter nagradi hugo in nebula. Mladi Frankenstein se še vedno uvršča na različne lestvice najbolj smešnih filmov vseh časov. Zaradi njegovega »kulturnega, zgodovinskega ali estetskega pomena« je bil leta 2003 uvrščen tudi v Narodni filmski register. Poleg angleško govorečih držav je bil zelo uspešen še v Italiji, kjer je bilo do zdaj prodanih več kot pol milijona izvodov na DVD-jih, predvsem na račun izredne priredbe Maria Maldesija, ki je besedne igre nadomestil z italijanskimi in tako ohranil vzdušje kljub spremenjenim dialogom.

## Zgodba
Dr. Frederick Frankenstein (Gene Wilder) je priznan nevrokirurg na medicinski fakulteti v ZDA, poročen z vzvišeno damo Elizabeth (Madeline Kahn). Nejevoljen, ker je vnuk neslavnega norega znanstvenika Victorja Frankensteina, ki je delal poskuse z oživljanjem ljudi od mrtvih in ustvaril pošastno bitje, se izogiba vsakršni povezavi s preteklostjo in vztraja, da se njegovo ime izgovarja kot »Froderick Fronkensteen«.
Nekoč dobi obvestilo, da je ob smrti svojega pradeda, barona Beauvorta von Frankensteina, podedoval družinsko posest v Transilvaniji, zato odpotuje v Evropo da bi pregledal imetje. Na postajo v Transilvaniji ga pride iskat grbasti služabnik z izbuljenimi očmi Igor (Marty Feldman) z bujno mlado asistentko Ingo (Teri Garr), ob prihodu na grad pa spozna še strogo gospodinjo Frau Blücher (Cloris Leachman), čigar ime povzroči, da konji v bližini v strahu zarezgetajo vsakič, ko ga kdo izgovori. Kljub temu, da mu je družinska zapuščina prinesla samo sramoto, postane zainteresiran za dedovo delo z oživljanjem po odkritju skrivnega vhoda v laboratorij. Ko najde še dedov dnevnik, ga ta popolnoma prevzame, zato se odloči, da bo nadaljeval s poskusi. Z Igorjem ukradeta truplo nedavno usmrčenega zločinca, z možgani pa se zaplete; Igor odide ukrast možgane slavnega zgodovinarja Hansa Delbrücka iz bližnjega laboratorija, a ga prestraši strela, zato mu padejo po tleh. Namesto tega vzame možgane v drugem kozarcu, označenem z napisom »Abnormal Brain! Do Not Use« (Abnormalni možgani! Ne uporabiti.), ki jih Frankenstein nevedoč presadi truplu.
Kmalu je vse nared za oživitev stvora (Peter Boyle), čigar telo na platformi dvignejo na streho laboratorija med nevihto. Tam ga elektrika iz strel vrne v življenje. Bitje napravi nekaj negotovih korakov, nato pa ga Igor tako prestraši z vžigalico, da napade Fredericka in ga morajo umiriti s pomirjevali. Igor takrat prizna, da ni prinesel Delbrückovih možganov, temveč možgane od nekoga po imenu Abby Normal (A.B. Normal, abnormal).
Medtem imajo zborovanje vaščani, ki jim možnost, da bo Frederick nadaljeval z dedovim delom, zbuja nelagodje. Med njimi je tudi inšpektor Kemp (Kenneth Mars), enooki policijski uradnik, čigar nemški naglas je tako izrazit, da ga tudi rojaki težko razumejo. Kemp obišče Fredericka in zahteva zagotovilo, da ne bo ustvaril še ene pošasti. Po koncu obiska se Frederick vrne v laboratorij in z grozo ugotovi, da je Frau Blücher osvobodila stvor. Ona izda svojo navezanost na Frederickovega deda in razkrije, da stvor ljubi zvok violine, vendar pa ravno takrat bruhnejo iskre iz nekega stikala, zaradi česar stvor spet pobesni in uide iz gradu.
Nekaj časa se klati po podeželju in ima frustrirajoče srečanje z deklico ter slepim puščavnikom (Gene Hackman). Naposled ga ponovno ujame Frederick, ki se zaklene z njim v sobo in ga pomiri z laskanjem. Opogumljen z napredkom popolnoma sprejme svojo dediščino in v zanosu zavpije: »Moje ime je Frankenstein!« Organizira predstavo, kjer uglednim gostom pokaže stvor in demonstrira njegovo poslušnost, nakar izvedeta celo plesno predstavo »Puttin' On the Ritz«, oblečena v frake in cilindre. Vendar se predstava zaključi katastrofalno, saj po nesreči eksplodira reflektor in prestraši stvor, ki spet pobesni in plane med občinstvo, kjer ga uklenejo policisti.
Kmalu po tistem pride nepričakovano na obisk Elizabeth, ki pobegne s stvorom. Ko spozna, da ima nadčloveško vzdržljivost in ogromen penis (Schwanzstücker), se zaljubi vanj. Medtem stvor iščejo vaščani, Frederick pa ga z igranjem violine zvabi nazaj v grad. Ravno ko jezna množica vdre v laboratorij, Frederick z novim poskusom prenese nekaj svoje inteligence stvoru, ki je nato sposoben pregovoriti ljudi. Film se konča s prizorom Elizabeth, zdaj poročene s po novem prefinjenim stvorom, Inga pa navdušeno ugotovi, da je njen novi mož Frederick od stvora med prenosom dobil nekaj prav tako vrednega – njegov Schwanzstücker.